# Gazeta Myślenicka
Gazeta Myślenicka – gazeta lokalna miasta Myślenice, wydawana od 1989 roku jako tygodnik.
Gazeta została powołana do życia w listopadzie 1989 roku z inicjatywy Komitetu Obywatelskiego Ziemi Myślenickiej oraz Międzyzakładowej Komisji Koordynacyjnej NSZZ „Solidarność”. Pismo redagowane było wówczas przez kolegium, w którego skład wchodzili: Stanisław Cichoń, Krzysztof Pietrzyk, Zbigniew Syrek, Jakub Ślósarz. Numer 1 ukazał się z datą 11 listopada 1989.
17 marca 1992 Rada Miejska Myślenic zaakceptowała istniejące czasopismo i podjęła uchwałę o powołaniu gazety, jako organu samorządowego pod istniejącym wtedy tytułem. Obecnie pismo ukazuje się wraz z podtytułem „Tygodnik Lokalny Miasta i Gminy Myślenice”.
Po śmierci Stanisława Cichonia redaktorem naczelnym pisma w latach 2014-2018 był Piotr Jagniewski, który sprawił, że tytuł stał się obecny w sieci. Natomiast nakład drukowany tygodnika wynosił 2500 egzemplarzy, a czytelnictwo ok. 13 000. Od stycznia 2019 roku funkcję redaktora naczelnego sprawuje Witold Rozwadowski.